# 단백질 아세틸화
단백질 아세틸화(영어: protein acetylation)는 간 및 기타 기관(예: 뇌)의 효소에 의해 약물 대사로서 살아있는 세포 내에서 일어나는 아세틸화 반응으로 번역 후 변형의 한 유형이다. 제약은 보통 아세틸화를 사용하여 이러한 에스터가 혈뇌장벽(및 태반)을 통과할 수 있도록 하며, 아세틸콜린과 유사한 방식으로 효소(카복실에스터레이스)에 의해 탈아세틸화된다.

## 같이 보기
- 아세틸화
- 번역 후 변형